# Tschesma (Schiff, 1899)
Die Tschesma war ein Schlachtschiff (Einheitslinienschiff) der Petropawlowsk-Klasse der Kaiserlich Russischen Marine. Das Schiff wurde ursprünglich als Poltawa (russisch Полтава) gebaut, 1905 durch die Kaiserlich Japanischen Marine erobert und von dieser bis 1916 als Tango eingesetzt.

## Technik
Die Poltawa wurde im Mai 1892 auf der Neuen Admiralitätswerft in Sankt Petersburg auf Kiel gelegt, lief am 6. November 1894 vom Stapel, und wurde 1898 in Dienst gestellt. Das Schiff war 112 m lang, 21 m breit, und 7,8 m tief. Es verdrängte 10.960 Tonnen (normal) bzw. 11.400 Tonnen (maximal). Die Bewaffnung bestand aus vier 30,5-cm-Geschützen, zwölf 15,2-cm-Geschützen (davon acht in Doppeltürmen), zwölf Dreipfündern (4,7 cm) und 28 Einpfündern (3,7 cm) sowie sechs 45,7-cm-Torpedorohren (die vier seitlichen unter der Wasserlinie, Bug- und Heckrohr über Wasser). Ferner konnten 60 Minen mitgeführt werden. Die Besatzung zählte 668 Mann, die Höchstgeschwindigkeit lag bei 18 Knoten.

## Geschichte

### Russische Marine 1898–1905
Die Poltawa diente seit dem März 1901 mit ihrem Schwesterschiffen in Ostasien und nahm während des Russisch-Japanischen Kriegs an der Seeschlacht im Gelben Meer teil. Anschließend gehörte sie zu den russischen Schiffen, die während der Belagerung durch die Japaner in Port Arthur eingeschlossen und vor der Kapitulation der Stadt am 2. Januar 1905 im Hafen von ihren Besatzungen selbstversenkt wurden.

### Russisch-Japanischer Krieg
In der Nacht zum 9. Februar 1904 lag die Poltawa wie die Mehrzahl der Schiffe des Pazifischen Geschwaders im äußeren Hafen von Port Arthur vor Anker. Dort wurde das Geschwader von einer Flottille japanischer Torpedobootszerstörer angegriffen. Die Russen waren auf diesen Angriff nicht vorbereitet. Sie hatten jedoch ihre Torpedoschutznetze ausgebracht, was den Schaden auf ein Minimum beschränkte, obwohl der Angriff erhebliche Verwirrung auslöste. Die Poltawa wurde nicht beschädigt. Getroffen wurden die Linienschiffe Zessarewitsch und Retwisan sowie der Kreuzer Pallada.
Am folgenden Tag griff die japanische Flotte mit sechs Linienschiffen und neun Kreuzern unter dem Kommando von Admiral Togo das vor Anker liegende Geschwader an und es kam zu einem 40-minütigem Feuerwechsel. Danach brachen die Japaner den Beschuss ab und die Russen folgten nicht. Die Poltawa feuerte zurück und wurde selbst nur einmal getroffen. Zwei Matrosen wurden getötet. Die Schäden am Schiff waren unbedeutend.
In der Schlacht im Gelben Meer war die Poltawa das letzte Schiff in der russischen Linienschiffsreihe. Nachdem sich das russische Geschwader vom ersten Angriff der Japaner befreien konnte, holte die Mikasa am frühen Nachmittag das russische Geschwader wieder ein und eröffnete aus etwa sieben Meilen das Feuer auf die Poltawa, die wegen Maschinenproblemen der 14 Knoten schnellen Flotte nicht folgen konnte. Mikasa und Asahi erzielten schnell mehrere Treffer auf der Poltawa. Der 2. Admiral des russischen Geschwaders, Uchtomski auf der Pereswet, ließ darauf seine Division zurückfallen, die in der Folge eine Vielzahl von Treffern auf den japanischen Spitzenschiffen Mikasa und Asahi erzielten. Togo entschied sich daher nach etwa einer halben Stunde, das Gefecht abzubrechen und mit seiner überlegenen Geschwindigkeit eine Position zu erreichen, die ihm einen erfolgreichen Angriff auf alle Schiffe Withöfts ermöglichte.
Etwa zwei Stunden später erfolgte Togos entscheidender Angriff auf relativ kurze Distanz. Da die Poltawa erneut etwas den Anschluss verloren hatte, wurde sie zuerst beschossen und Togo befahl allen anwesenden Linienschiffen und Kreuzern, sie passierend zu beschießen, damit zumindest sie vor dem Einbruch der Dunkelheit versenkt sei. Die Poltawa unter Kapitän Iwan P. Uspenski verteidigte sich allerdings entschlossen und erzielte etliche Treffer auf den Angreifern. Durch den japanischen Angriff rückten die russischen Schiffe wieder enger zusammen und Poltawa und Pereswet kämpften, obwohl schwer beschädigt, wieder zusammen mit den anderen Linienschiffen. Die Poltawa wurde vor allem durch Shikishima und Asahi beschossen, die allerdings beide nur noch einen Turm der schweren Artillerie einsatzbereit hatten. Nach den Treffern auf der Zessarewitsch, die den Oberbefehlshaber töteten und unkontrollierte Manöver des Flaggschiffs auslösten, folgte die Poltawa ihrem Divisionsschiff Pereswet zurück nach Port Arthur. Sie hatte mindestens zwölf schwere Treffer erhalten. Zwölf Mann der Besatzung waren gefallen, 43 Mann erheblich verletzt.

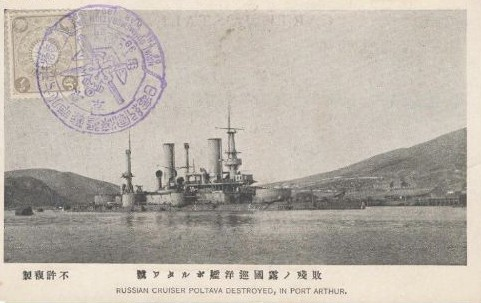
Das Wrack der Poltawa in Port Arthur, 1905

Sie gehörte dann zu den russischen Schiffen, die während der Belagerung durch die Japaner in Port Arthur eingeschlossen wurden. Obwohl die Schäden der Schlacht im Gelben Meer rasch beseitigt wurden, lief sie nicht wieder aus. Sie gab Teile der Besatzung und leichte Geschütze an die Verteidiger an Land ab und unterstützte die Verteidigung mit ihrer schweren Artillerie. Im September erhielt sie erstmals auch einen Treffer durch die japanische Landartillerie. Diese schaffte 28-cm-Haubitzen heran und eroberte für diese Positionen, um die Linienschiffe im Hafen außer Gefecht zu setzen. Am 5. Dezember erhielt die Poltawa so schwere Treffer, dass sie im Hafen in flachem Wasser sank. Vor der Kapitulation der Stadt am 2. Januar 1905 wurden durch die russische Restbesatzung weitere Zerstörungen vorgenommen, um eine Bergung durch die Eroberer unmöglich zu machen.

## Japanische Marine 1905–1916
Die japanische Marine hob das Schiff am 8. Juli 1905 und gab ihm den Namen Tango (jap. 丹後), nach der ehemaligen japanischen Provinz Tango. Sie war damit eines von insgesamt acht russischen Linienschiffen, die von Japan in diesem Krieg erbeutet wurden.

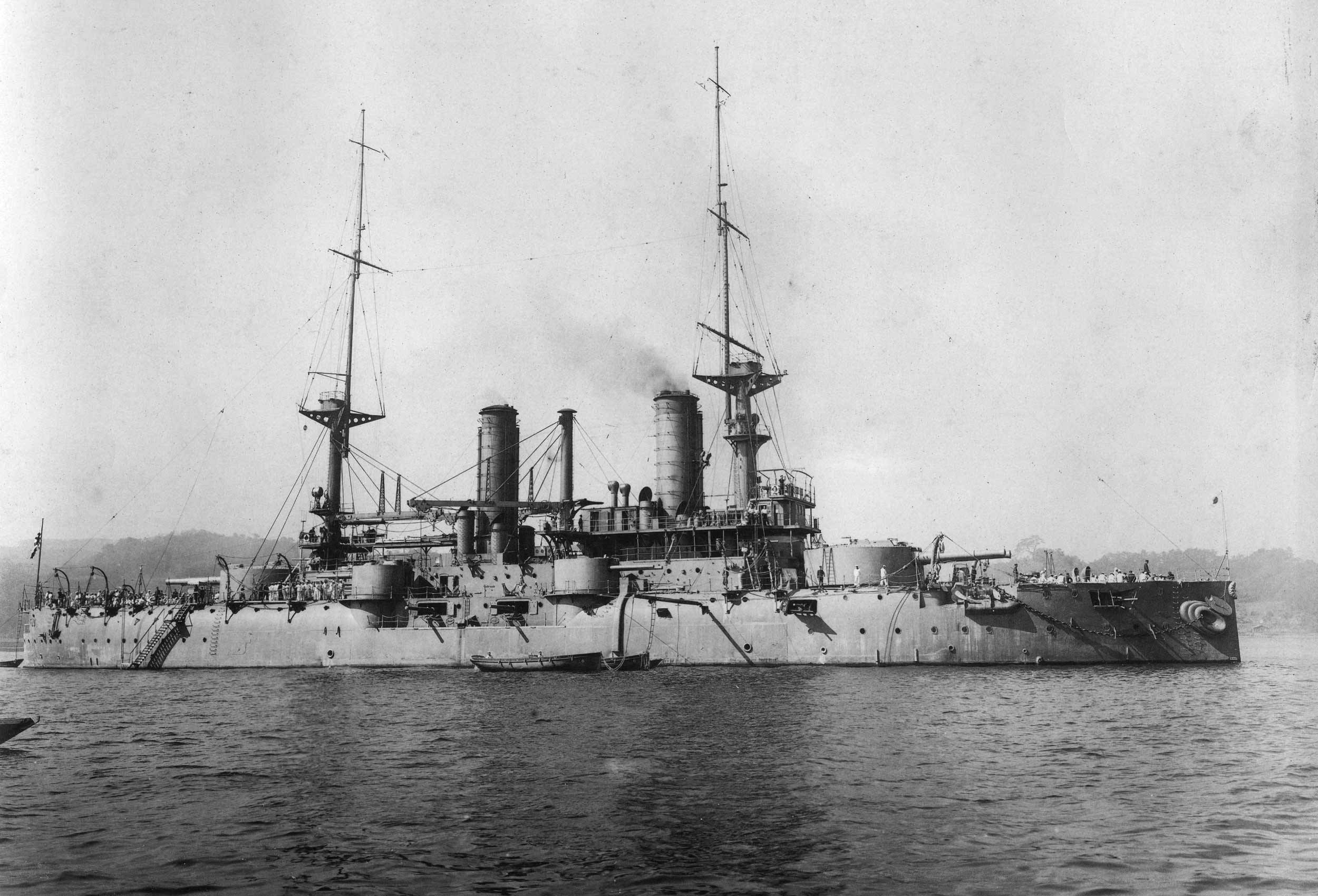
Die Tango

1907 wurde das wenig renovierte Schiff ohne Artillerie und kaum ausgerüstet in die Werft in Maizuru überführt, wo die Herrichtung für den Dienst in der japanischen Flotte erfolgen sollte. Neben den Schäden durch Beschuss und durch den langen Verbleib im Wasser waren auch Schäden zu beseitigen, die die Besatzung vor der Kapitulation in Port Arthur am Schiff verursacht hatte, um eine Nutzung durch den Gegner zu verhindern. Das Schiff erhielt 16 neue Kessel des japanischen Typs Miyabara sowie veränderte Masten und Schornsteine. Die Bewaffnung wurde auf in Japan im Einsatz befindliche Geschütze umgerüstet. So mussten die russischen 30,5-cm-Geschütze durch britische Geschütze ersetzt werden. Das Gleiche galt für die russischen 15,2-cm-Geschütze, die durch Armstrong-Kanonen ersetzt wurden. Von kleinkalibrigen Geschützen blieben nur vier 4,7-cm-Kanonen in den Flügeln der beiden Brücken. Als Torpedobootsabwehr wurden acht 7,5-cm-Geschütze installiert. Auch die den Geschützen zugeordneten Magazine mussten für die Standardmunition der japanischen Flotte umgerüstet werden.
1909 kam die Tango als Schulschiff für Matrosen und Kanoniere in den Dienst. Die Besatzung wurde für diese Aufgabe auf 750 Mann verstärkt. Inzwischen veraltet, wurde das Schiff im August 1912 zum Küstenverteidigungsschiff Erster Klasse zurückgestuft.

## Russische Marine 1916–1922

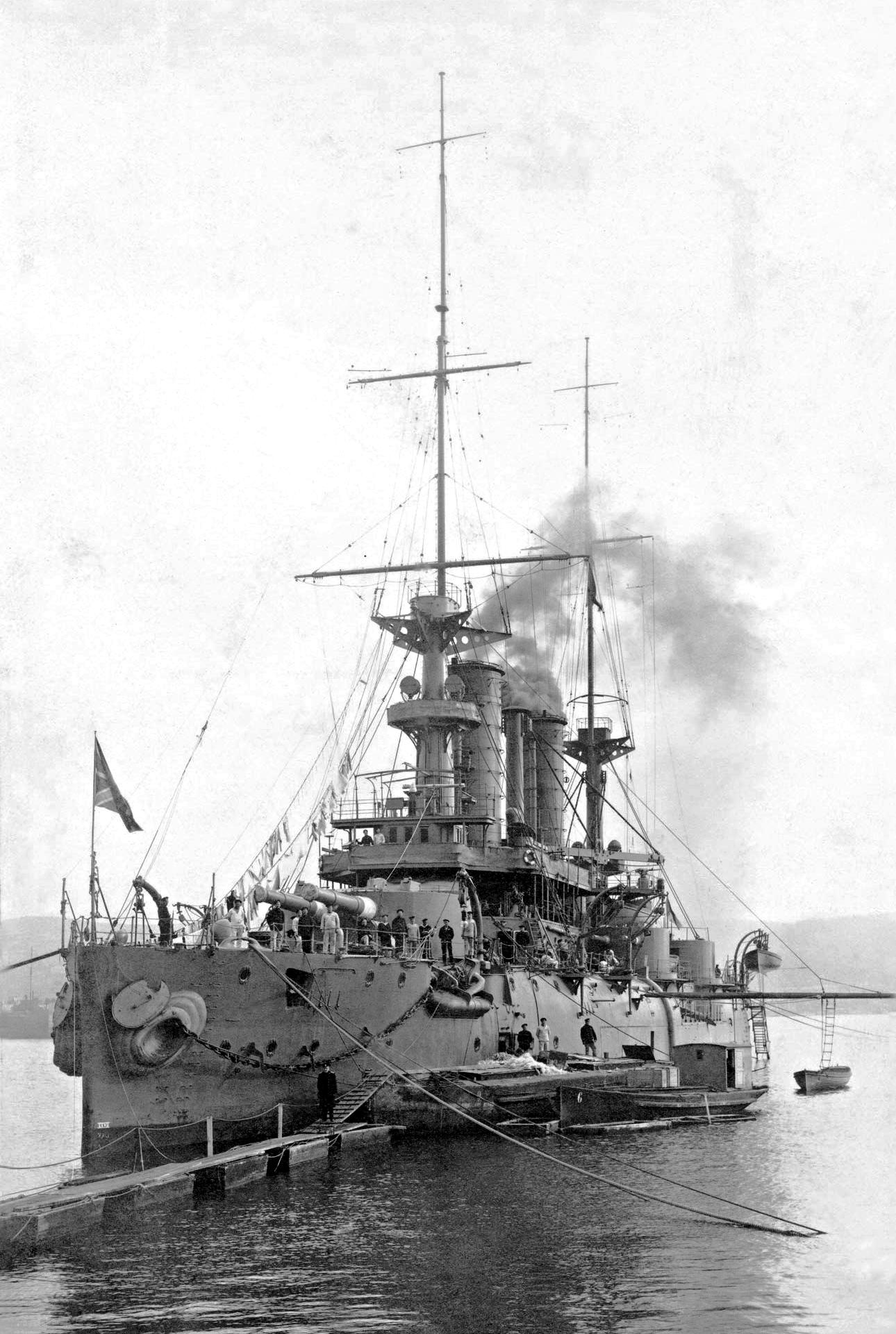
Jetzt als Tschesma

Da Japan und Russland im Ersten Weltkrieg Verbündete waren, verkaufte Japan drei ehemals russische Schiffe (die ehemalige Warjag, Pereswet und Poltawa) für 15,5 Millionen Rubel an Russland. Am 21. März 1916 wurden die Schiffe in Wladiwostok ausgeliefert. Die Schiffe sollten allerdings in der Barentssee zur Sicherung der Nachschublinien von den westlichen Alliierten an Russland über Archangelsk und dann auch Murmansk eingesetzt werden. Während die anderen Schiffe ihre alten Namen wieder annahmen, erhielt die ehemalige Poltawa den neuen Namen Tschesma (russ. Чесма, nach der Seeschlacht von Çeşme 1770).
Am 19. Juni marschierte sie mit der Warjag, aber ohne die durch eine Grundberührung beschädigte Pereswet, von Wladiwostok über Hongkong, Singapur, Colombo, Port Victoria / Seychellen und Aden (27. August, wo die Schiffe in khaki umlackiert wurden) nach Port Said. Dort trennten sich am 6. September die beiden Schiffe. Die Tschesma schloss sich in Alexandria der alliierten Mittelmeerflotte an und ging in die Ägäis nach Thessaloniki. Anfang Oktober nahm sie an der Beschlagnahme der griechischen Flotte durch die Alliierten teil. Die Teilnahme der Tschesma war politisch begründet. Sie ging dann in die Arktis. Auf dem Weg dockte sie in Birkenhead. Sie ließ kleinere Reparaturen durchführen und es wurden vier Fla-Geschütze installiert. Am 17. Dezember startete sie erstmals zur Barentssee, brach diese Fahrt jedoch ab und ging nach Belfast. Vom 28. Dezember bis zum 3. Januar 1917 erfolgte die Überführung nach Romanow, wie Murmansk damals hieß.
Zu einem aktiven Kampfeinsatz des alten Linienschiffes kam es nicht. Sie gab Teile ihrer leichten Artillerie an Hilfsschiffe ab und lag meist im Hafen. Nach der Oktoberrevolution wurde sie im März 1918 von britischen Truppen besetzt und diente zwei Jahre als Gefängnisschiff. 1920 ging sie nach Archangelsk, wo sie von weißen russischen Truppen übernommen wurde. Als die alliierte Intervention in Nordrussland endete, kam es in den Besitz Sowjetrusslands. 1923 wurde das Schiff von der Sowjetunion abgewrackt.